# Spoorlijn Hamburg Kai rechts - Hamburg Süd
De spoorlijn Hamburg Kai rechts - Hamburg Süd is een Duitse spoorlijn in Hamburg en is als spoorlijn 1248 onder beheer van DB Netze.

## Geschiedenis
Het traject werd door de Preußische Staatseisenbahnen geopend in 1888. Tot 1980 heeft Hamburg Kai rechts dienstgedaan als goederenstation. Na het verplaatsen van de overslag naar Hamburg Süd diende de spoorlijn slechts als stamlijn.

## Treindiensten
De lijn is alleen in gebruik voor goederenvervoer.

## Aansluitingen
In de volgende plaatsen is of was er een aansluiting op de volgende spoorlijnen:
aansluiting Hamburg-Veddel
DB 1280, spoorlijn tussen Buchholz en de aansluiting Allermöhe
DB 2200, spoorlijn tussen Wanne-Eickel en Hamburg
Hamburg Süd
DB 1255, spoorlijn tussen Maschen en Hamburg Süd

## Elektrificatie
Het traject werd in 1965 geëlektrificeerd met een wisselspanning van 15.000 volt 16⅔ Hz.